# نويل أرغيويلز
نويل أرغيويلز هو لاعب كرة قاعدة كوبي، ولد في 12 يناير 1990.

## وصلات خارجية
- نويل أرغيويلز على موقع دوري كرة القاعدة الرئيسي (الإنجليزية)
- نويل أرغيويلز على موقعبيزبول رفرنس.كوم (الدوري الثانوي) (الإنجليزية)